# Peromyscus melanocarpus

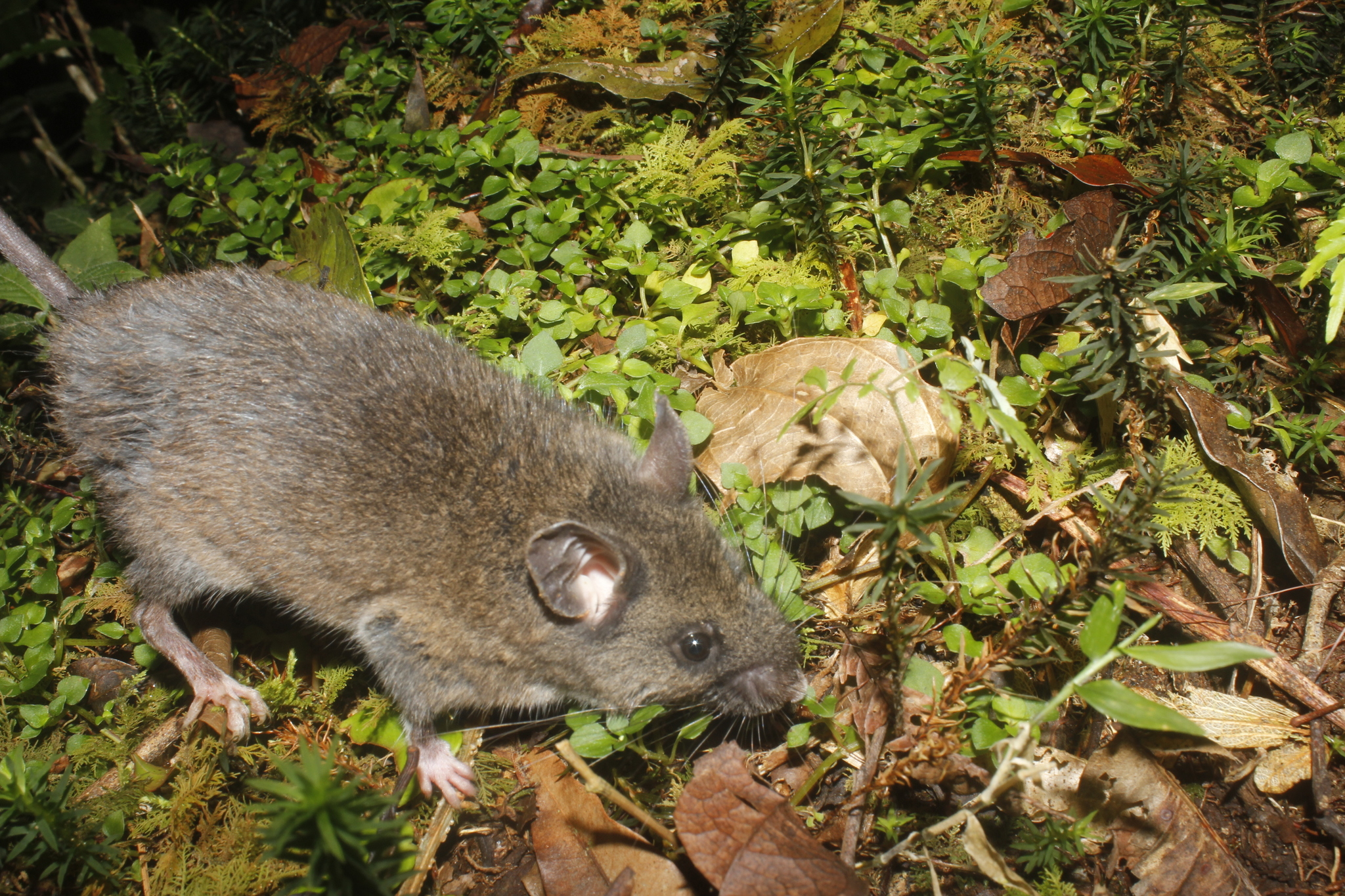

Peromyscus melanocarpus là một loài động vật có vú trong họ Cricetidae, bộ Gặm nhấm. Loài này được Osgood mô tả năm 1904.